# Paul Ruffner
Paul Ruffner (Santa Mónica, California, 15 de octubre de 1948-Provo, Utah, 17 de junio de 2022) fue un jugador de baloncesto estadounidense que jugó una temporada en la NBA y cuatro más en la ABA. Con 2,08 metros de estatura, lo hacía en la posición de pívot.

## Trayectoria deportiva

### Universidad
Tras jugar dos años en el pequeño community college de Cerritos, jugó durante dos temporadas con los Cougars de la Universidad Brigham Young, en las que promedió 16,4 puntos y 9,7 rebotes por partido. En su primera temporada con los Cougars fue incluido en el segundo mejor quinteto de la Western Athletic Conference.

### Profesional
Fue elegido en la vigésimo octava posición del Draft de la NBA de 1970 por Chicago Bulls, y también por los Washington Caps en la sexta ronda del draft de la ABA, fichando por los primeros. Pero no encontró hueco en el equipo dirigido por Dick Motta, jugando 60 minutos divididos en 10 partidos, en los que promedió 3,4 puntos y 1,6 rebotes. En el mes de enero fue traspasado a los Pittsburgh Condors a cambio de Howard Porter, convirtiéndose en el único jugador de la historia implicado en un traspaso entre la ABA y la NBA.
En los Condors jugó su mejor temporada como profesional, promediando 5,7 puntos y 4,3 rebotes por partido. Pero no renueva con el equipo, y tras una temporada en blanco, retorna en 1973 a la NBA fichando por Buffalo Braves. Allí juega dos temporadas en las que pasa casi completamente desapercibido, jugando entre las dos 46 partidos y menos de 5 minutos en cada uno de ellos. En 1975 ficha por los Baltimore Claws, pero el equipo desaparece antes del comienzo de la temporada, entrando en un draft de dispersión en el que fue elegido por los Spirits of St. Louis. Pero solo jugó dos partidos en los que anotó 4 puntos antes de ser despedido y retirarse definitivamente.

## Fallecimiento
Falleció el 17 de junio de 2022 en su residencia en Provo tras una corta batalla contra la leucemia.

## Estadísticas de su carrera en la NBA y la ABA

### Temporada regular
| Temporada | Edad | Equipo               | Liga  | P   | TIT | MIN  | TC  | TCA | %TC  | 3P  | 3PA | %3P | TL  | TLA | %TL  | R.OF. | R.DEF. | REB | ASIS | ROB | TAP | PER | FP  | PTS |
| 1970-71   | 22   | Chicago Bulls        | NBA   | 10  |     | 6.0  | 1.5 | 3.5 | .429 |     |     |     | 0.4 | 0.8 | .500 |       |        | 1.6 | 0.2  |     |     |     | 1.0 | 3.4 |
| 1971-72   | 23   | Pittsburgh Condors   | ABA   | 79  |     | 13.4 | 2.3 | 4.8 | .478 | 0.0 | 0.0 |     | 1.1 | 1.5 | .730 | 1.5   | 2.8    | 4.3 | 0.7  |     |     | 0.9 | 2.3 | 5.7 |
| 1973-74   | 25   | Buffalo Braves       | NBA   | 20  |     | 2.6  | 0.6 | 1.4 | .407 |     |     |     | 0.4 | 0.7 | .615 | 0.2   | 0.4    | 0.6 | 0.0  | 0.1 | 0.1 |     | 0.5 | 1.5 |
| 1974-75   | 26   | Buffalo Braves       | NBA   | 22  |     | 4.7  | 1.0 | 2.1 | .468 |     |     |     | 0.0 | 0.2 | .200 | 0.5   | 0.5    | 1.0 | 0.3  | 0.1 | 0.1 |     | 1.0 | 2.0 |
| 1975-76   | 27   | Spirits of St. Louis | ABA   | 2   |     | 2.5  | 1.0 | 1.5 | .667 | 0.0 | 0.0 |     | 0.0 | 0.0 |      | 0.5   | 1.0    | 1.5 | 0.0  | 0.0 | 0.0 | 0.0 | 0.0 | 2.0 |
| Total     |      |                      | TOTAL | 133 |     | 9.6  | 1.7 | 3.7 | .471 | 0.0 | 0.0 |     | 0.7 | 1.1 | .688 | 1.1   | 2.0    | 3.0 | 0.5  | 0.1 | 0.1 | 0.9 | 1.7 | 4.2 |
|           |      |                      | ABA   | 81  |     | 13.1 | 2.3 | 4.7 | .479 | 0.0 | 0.0 |     | 1.0 | 1.4 | .730 | 1.5   | 2.8    | 4.2 | 0.6  | 0.0 | 0.0 | 0.9 | 2.2 | 5.6 |
|           |      |                      | NBA   | 52  |     | 4.1  | 0.9 | 2.1 | .440 |     |     |     | 0.3 | 0.5 | .500 | 0.4   | 0.4    | 0.9 | 0.2  | 0.1 | 0.1 |     | 0.8 | 2.1 |

### Playoffs
| Temporada | Edad | Equipo         | Liga | P | MIN | TCA | TC | 3PA | 3P | TLA | TL | R.OF. | REB | ASIS | ROB | TAP | PER | FP | PTS | %TC  | %3P | %FT | MIN | PTS | REB | AST |
| 1971      | 22   | Chicago Bulls  | NBA  | 1 | 3   | 0   | 5  |     |    | 0   | 0  |       | 2   | 0    |     |     |     | 0  | 0   | .000 |     |     | 3.0 | 0.0 | 2.0 | 0.0 |
| 1975      | 26   | Buffalo Braves | NBA  | 1 | 4   | 0   | 1  |     |    | 0   | 0  | 0     | 2   | 0    | 0   | 0   |     | 0  | 0   | .000 |     |     | 4.0 | 0.0 | 2.0 | 0.0 |
| Total     |      |                | NBA  | 2 | 7   | 0   | 6  |     |    | 0   | 0  | 0     | 4   | 0    | 0   | 0   |     | 0  | 0   | .000 |     |     | 3.5 | 0.0 | 2.0 | 0.0 |